# (2187) La Silla
(2187) La Silla (1976 UH) – planetoida z pasa głównego asteroid okrążająca Słońce w ciągu 4,05 lat w średniej odległości 2,54 au. Odkryta 24 października 1976 roku.